# TRADOS
Trados Studioは、一般的に「トラドス」と呼ばれる翻訳支援ソフトウェア。
元々はTrados社が開発した翻訳支援ツールであるが、現在は、RWS社より販売されている。

## 概要
- Microsoft Windowsが動作するコンピュータ上で動作し、テキスト文書、RTF、HTML、SGMLやXMLなどのタグ付き文書、マイクロソフト社のワード文書、エクセル文書、パワーポイント文書、アドビ社のフレームメーカー文書、インデザイン文書などの文書の翻訳を支援する。
- 翻訳メモリという機能は原文と訳文のペアをデータベースに登録しながら翻訳を行い、同一か類似の原文が登場した時にデータベース登録済み訳文を再利用することにより、翻訳のスピードと正確性を向上させるものである。マニュアルやカタログなど、加筆・修正が繰り返される文書の翻訳に適する。
- Trados Studioを使用して翻訳すると、タグ付き文章のタグを壊さないで翻訳できるため、もとのレイアウトを維持したまま翻訳ができる。このため結果的には翻訳後のレイアウト作業をなくしたり軽減できる。従って、ページ数の多いものに最適なソフトといえる。
- 元々は言語的に多様なヨーロッパでの翻訳を意図して設計されている。よって、日本語-英語のみならず、各種言語に対応している。
- 翻訳自体はTrados Studioではなく利用者が手作業で行う。
- Trados Studio 2021にはクラウド環境「Trados Live」が付属しており、デスクトップとクラウドの両環境での作業が可能である。

## 原理
1. This is the book he bought yesterday at 1000 Yen.
2. This is the book he bought 2 days ago at 1500 Yen.
3. This is the book he bought 4 days ago at 1500 Yen.

この1.と2.の文章は似ているが異なるため、置換のような処理では対応できない。しかしTrados Studioは類似候補を自動的に表示するため、1.の文章を一度翻訳し翻訳メモリに取り込んであれば、2.の翻訳時に「昨日1000円で買った」と表示される。そこで「2日前1500円で買った」と修正して翻訳が完了する。3.を訳す時は、2.との類似性がより高いため、1.の「昨日1000円で買った」ではなく、2.の「2日前に1500円で買った」と表示される。そこで3.の「4日前に1500円で買った」と修正して翻訳が完了する。
翻訳するのは人間でありTrados Studioではないため、機械翻訳とは本質的に異なるが、機械翻訳と接続し組み合わせての利用は可能である。

## 開発元 トラドス社の経歴
- 1984年 トラドス (Trados GmbH) がドイツのシュトゥットガルトで創設された。
- 1997年 株式の20%がアメリカのマイクロソフト社に買収された。
- 2002年 ユニスケープ (Uniscape Inc)（英語）と合併し、社前をトラドス (Trados Inc.) と改めた。本部をアメリカ合衆国バージニア州アレクサンドリアに置いた。
- 2005年 英国のSDLインターナショナル (SDL International)（英語）に買収された。プログラムのトラドスの開発は、S社のSDLXと共に継続されることとなった。
- 2020年 RWS plcがSDL plcを買収したことにより、SDL plc はRWS Groupの一員となり、Trados StudioはRWSブランドの製品となった。

## 対応するファイル形式
最新のTrados Studio 2021は、下記のファイル形式を含めて70種類以上のファイル形式に対応している
- Microsoft Office:Word、Excel（Bilingual Excel含む）、PowerPoint、Visio
- タグ付きファイル：SGML、RTF、XML、HTML、XLIFF、SDLXLIFFなど
- アドビ：PDF (スキャンしたPDF含む）、FrameMaker、InDesign、InCopy
- Source Code ファイル：Java 、Microsoft .NETなど
- OpenDocumentファイル、汎用テキストファイル

## 中間ファイル
どのファイル形式でも、編集した直後のファイルは原文と訳文が混在するバイリンガルファイルという形式になっている。バイリンガルファイルは、SDLXLIFFファイル形式で保存される。これらのバイリンガル ファイルを訳文の生成機能にかけることにより、訳文のみが含まれる完成されたファイルになる。

## 構成モジュール
Trados Studioには、いくつかのツールとアプリケーションが付属している。
Trados Studio
翻訳支援ソフトウェア。翻訳者が手で行なう翻訳作業を支援するツール。 過去の翻訳資産を蓄積し流用することで、 作業の効率化と訳文の質の向上の両面から支援する。
Trados Live
デスクトップアプリケーション、Trados Studioに付属しているクラウド環境。Trados Live と Trados Studioはシームレスに連携しているため、デスクトップ環境とクラウド環境を併用させた柔軟な働き方が可能となる。
MultiTerm
用語を追加、編集、管理するためのTrados Studioと統合された用語管理ツール。
Language Cloud
完全クラウドベースの安全な翻訳ソリューション。機械翻訳と人の手による翻訳を組み合わせることで、翻訳プロセスを大幅に簡素化する。
RWS AppStore
翻訳プロセス（例：ファイルフォーマットのサポートやタスク自動化など）に役立つアプリケーションを提供するオンラインマーケットプレイス。
ユーザのニーズに応じてTrados Studioの機能を拡張しカスタマイズが可能。

## マーケットシェア
世界銀行による2004年の調査によると、TRADOSの世界市場占有率は約75％、SDL SDLXがさらに10％を占めた。
2006年のICL翻訳メモリ調査によると、SDL Tradosは全調査対象ユーザーの75％が使用している。51％がTRADOSを、さらに24％がSDL Tradosを使用している。
Proz.com（英語）が2013年に実施した調査によると、73％の翻訳者がTrados Studioを持っている。